# Generalsviertel
Als Generalsviertel wird ein Wohnviertel in Hamburg bezeichnet, das im Stadtteil Hoheluft-West im Bezirk Eimsbüttel liegt. Die Straßen des Viertels sind nach preußischen Generälen (Generäle der Infanterie/Generalfeldmarschälle) sowie dem preußischen Ministerpräsidenten und deutschen Reichskanzler Fürst von Bismarck benannt.
Das als „gutbürgerlich“ geltende Generalsviertel ist geprägt durch hohe, herrschaftlich wirkende Altbauten aus dem Ende des 19. Jahrhunderts.

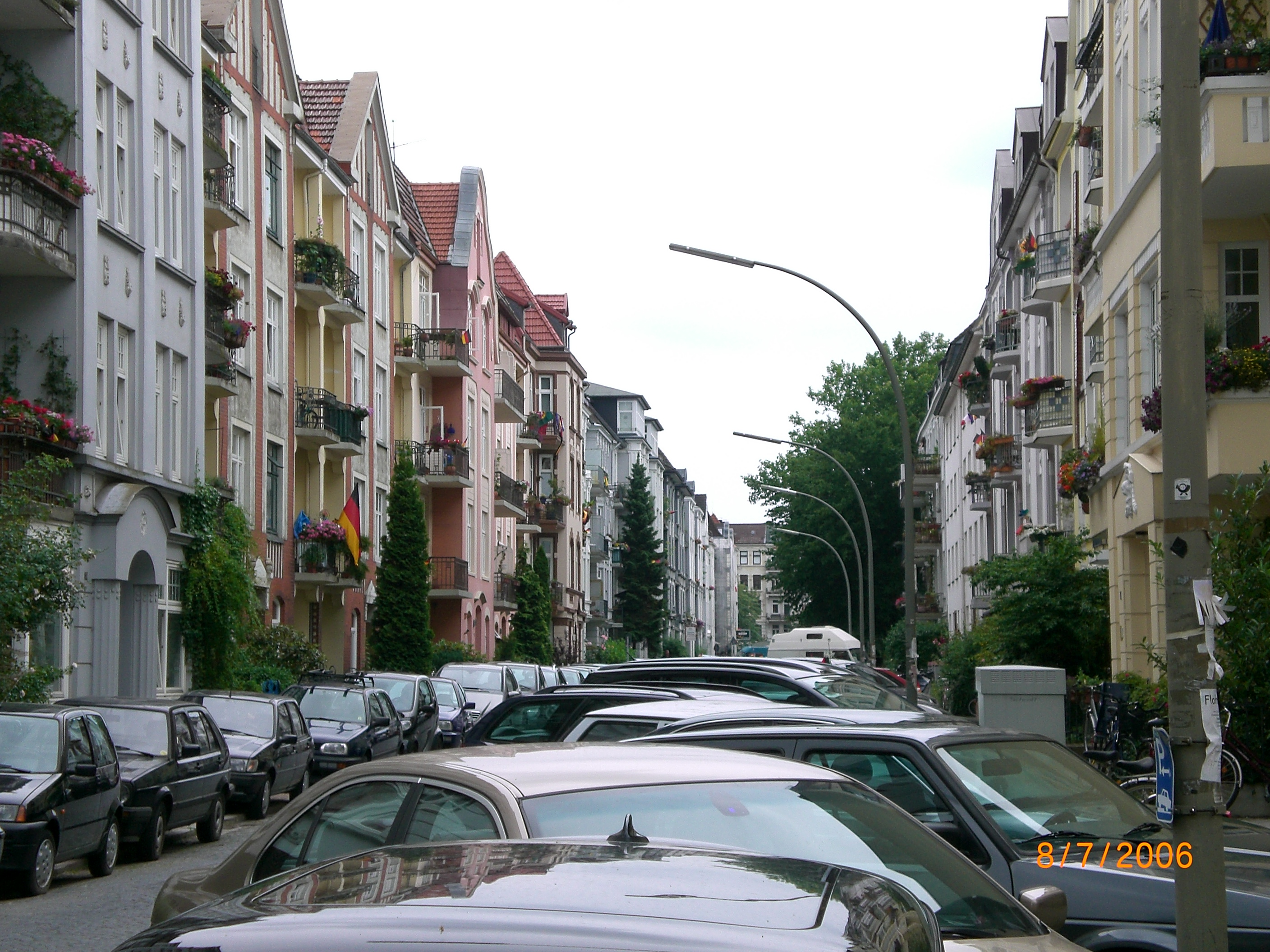
Gneisenaustraße im Generalsviertel Hamburg

Das Generalsviertel besteht aus sieben Straßen. Die Grundstraße ist die Bismarckstraße (→ Otto von Bismarck (1815–1898)), von der die Moltkestraße (→ Helmuth Karl Bernhard von Moltke (1800–1891)), Wrangelstraße (→ Friedrich von Wrangel (1784–1877)), Roonstraße (→ Albrecht von Roon (1803–1879)), Kottwitzstraße (→ Hugo von Kottwitz (1815–1897)), Gneisenaustraße (→ August Neidhardt von Gneisenau (1760–1831)) und Mansteinstraße (→ Gustav von Manstein (1805–1877)) abgehen. Die Tresckowstraße (→ Hermann von Tresckow (1818–1900)) verläuft hingegen parallel zur Bismarckstraße.
Der innere Teil der Kottwitzstraße zwischen Eppendorfer Weg und Bismarckstraße hieß bis zum Ende des Zweiten Weltkriegs noch Blücherstraße (→ Gebhard Leberecht von Blücher (1742–1819)). Eine Straße gleichen Namens gab es allerdings im seit 1937 hamburgischen Altona. Diese ist jedoch nach seinem Neffen Conrad Daniel von Blücher-Altona benannt.
Das Generalsviertel liegt zwischen dem Isebekkanal und der Gärtnerstraße; wobei die Stilelemente der Gebäude südlich des Eppendorfer Weges mehr Opulenz aufweisen. Es wurde ca. 1870 ausgehend von den Straßen Wrangelstraße, Mansteinstraße und Roonstraße gegründet. 1901 wurde die Kottwitzstraße erbaut und 1908 die Gneisenaustraße. Das gesamte Viertel wurde auf Initiative eines Investors geplant und erbaut. Die Häuser wurden verkauft, die Wohnungen in den Mehrfamilienhäusern vermietet. Besonders zu erwähnen ist, dass sowohl die Kanalisation als auch die Straßen im Privatbesitz waren. Erst im Jahre 1912 kaufte die Stadt Hamburg die Kanalisation und die Straßen an und übernahm in der Folge auch deren Instandhaltung.
Die meisten Häuser wurden ca. ab 1880 bis zur Jahrhundertwende erbaut. Sie entsprechen dem Stil der Neorenaissance oder dem Jugendstil. Viele dieser Häuser haben einen Mittelrisalit und Schmalseitenbalkone. Die Schlichtheit der Neorenaissance ist hauptsächlich in der Wrangelstraße vorhanden. Da aber im Zweiten Weltkrieg einige Häuser zerstört wurden, sind auch einige Nachkriegsbauten zu sehen, die z. T. vom Stil her nicht gut eingepasst wurden. Vor der Bebauung war das Generalsviertel eine Kuhwiese und ein Naherholungsgebiet. Das alte Straßenprofil, z. T. mit Kopfsteinpflaster und Vorgärten, ist heute noch vorhanden und unterliegt dem Milieuschutz, so dass nicht ohne weiteres äußere Veränderungen an den Häusern und Gärten vorgenommen werden können. Die alte Befriedung zeigt den Charakter einer ruhigen, gutbürgerlichen und wohlhabenden Wohngegend. Stadtvillen sind jedoch nur in der Moltkestraße und im untersten Drittel der Wrangelstraße zu finden. Durch dieses Architekturkonzept war es möglich, für eine wohlhabende Gesellschaftsschicht ein ruhiges Wohnviertel zu schaffen.